# Gare de Meyrargues
La gare de Meyrargues est une gare ferroviaire française de la ligne de Lyon-Perrache à Marseille-Saint-Charles (via Grenoble), située dans la commune de Meyrargues, au nord-est du département des Bouches-du-Rhône, en région Provence-Alpes-Côte d'Azur.
C'est une halte voyageurs de la Société nationale des chemins de fer français (SNCF), desservie par des trains express régionaux TER PACA.

## Situation ferroviaire
Établie à 207 mètres d'altitude, la gare de Meyrargues est située au point kilométrique (PK) 382,048 de la ligne de Lyon-Perrache à Marseille-Saint-Charles (via Grenoble) ; la bifurcation de la ligne de Cheval-Blanc à Pertuis se trouve à la sortie du pont sur la Durance au nord de la gare. La gare de Meyrargues se trouve ainsi entre trois autres gares, celles de Manosque - Gréoux-les-Bains, Pertuis et Aix-en-Provence.
La section Marseille - Veynes est à voie unique, mais est équipée d'une voie d'évitement en gare de Meyrargues.

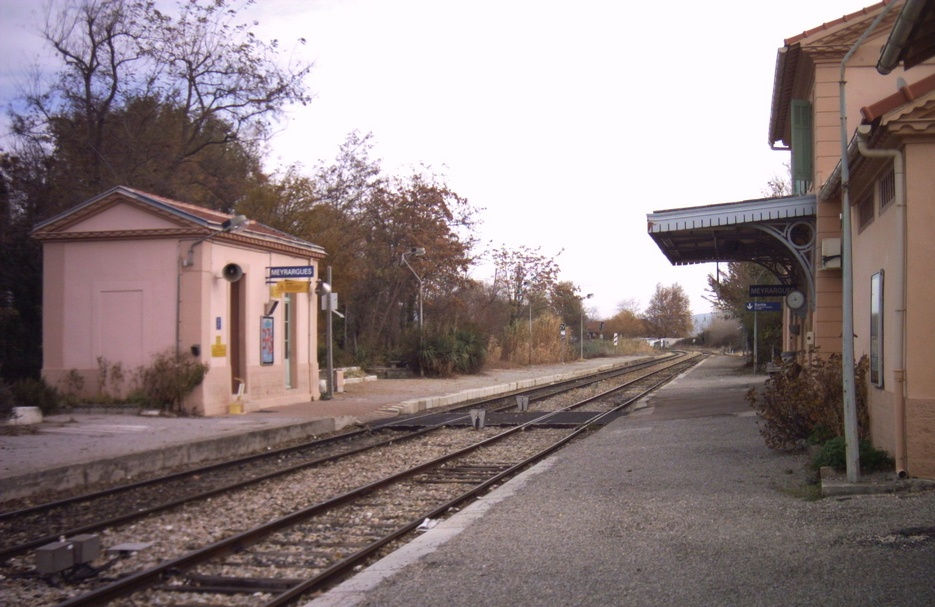
Voies et installations de la gare.

## Histoire
La gare de Meyrargues fut une gare commune à trois chemins de fer, car la ligne principale y côtoyait au début du XXe siècle deux lignes secondaires : la ligne Central-Var, ligne à voie métrique des Chemins de fer de Provence, à destination de Draguignan, Grasse et Nice, et une ligne départementale des Bouches-du-Rhône, à écartement standard, en direction d'Arles, en activité de 1889 à 1950.

## Fréquentation
De 2015 à 2023, selon les estimations de la SNCF, la fréquentation annuelle de la gare s'élève aux nombres indiqués dans le tableau ci-dessous.
| Année               | 2015   | 2016   | 2017   | 2018   | 2019   | 2020   | 2021   | 2022   | 2023   |
| ------------------- | ------ | ------ | ------ | ------ | ------ | ------ | ------ | ------ | ------ |
| Nombre de voyageurs | 68 670 | 65 324 | 67 773 | 55 461 | 54 518 | 29 394 | 31 202 | 45 708 | 53 678 |

## Service des voyageurs

### Accueil
C'est une halte SNCF, point d'arrêt non géré (PANG) à entrée libre. Elle est équipée d'un automate pour l'achat de titres de transport.

### Desserte
Meyrargues est desservie par les trains TER PACA des lignes commerciales SNCF, FH12-Marseille-Aix-en-Provence-Pertuis, et FH13-Marseille-Gap-Briançon (Marseille à Gap et Briançon d'une part (5 liaisons quotidiennes), à Pertuis par autocar d'autre part (7 liaisons quotidiennes en semaine)).

### Intermodalité
Le stationnement des véhicules est possible sur la place de la gare.
La gare est desservie par la ligne 107 du réseau TransVaucluse qui permet de rejoindre le Pays d'Aigues.
L'arrêt du bus « Les trois gares », situé sur la route départementale D96, à une centaine de mètres du bâtiment voyageurs, est desservi par les lignes 120, 150 et 152 du réseau Pays d'Aix mobilité.